# Neublans-Abergement
Neublans-Abergement é uma comuna francesa na região administrativa de Borgonha-Franco-Condado, no departamento de Jura. Estende-se por uma área de 11,64 km². Em 2010 a comuna tinha 548 habitantes (densidade: 47,1 hab./km²).